# Becske
Becske là một thị trấn thuộc hạt Nógrád, Hungary. Thị trấn này có diện tích 15,66 km², dân số năm 2010 là 552 người, mật độ 35 người/km².